# Friedrich Torberg
Friedrich Torberg (nom de plume de Friedrich Kantor), né le 16 septembre 1908 à Vienne (Porzellangasse, 7) et mort le 10 novembre 1979 dans sa ville natale, est un écrivain autrichien.

## Biographie
Il a été critique et journaliste à Vienne et à Prague jusqu'en 1938, lorsque son identité juive le contraint à émigrer en France, puis, après avoir été invité par le PEN Club de New York en tant qu'un des « dix écrivains Anti-Nazi allemands remarquables » (au côté d'Heinrich Mann, Franz Werfel, Alfred Döblin, Leonhard Frank, Alfred Polgar, entre autres) aux États-Unis, où il travailla comme script pour Hollywood et ensuite pour le Time magazine à New York.
En 1943 il fut en contact avec l'OSS (Office of Strategic Services), l'ancêtre de la CIA, puis travailla pour l'OWI (Office of War Information). Il retourna à Vienne en 1951.
Torberg est principalement connu pour ses écrits satiriques de fiction ou non, ainsi que pour sa traduction en allemand des histoires d'Ephraim Kishon, qui reste la traduction  de référence en langue allemande de l'œuvre de Kishon. Parmi ses œuvres les plus connues figurent Der Schüler Gerber (L'élève Gerber) de 1930 qui fut adapté en film en 1981, Hier bin ich, mein Vater (Me voilà, mon père) de 1948 qui eut une adaptation cinématographique en 1970, Golems Wiederkehr (Le Retour de Golem) de 1968, Die Erben der Tante Jolesch (Les Héritiers de la tante Jolesch) de 1978 et finalement Auch das war Wien (Cela aussi était Vienne), publié après sa mort en 1984 et filmé en 1986.
Il fonde la revue Forum, publication autrichienne du Congrès pour la liberté de la culture.